# Dino Williams
Dino Williams (sinh ngày 31 tháng 3 năm 1990) là một cầu thủ bóng đá người Jamaica thi đấu cho Montego Bay United ở vị trí tiền đạo.

## Sự nghiệp

### Câu lạc bộ
Williams từng chơi bóng cho Village United, trước đó cho Green Pond High và Montego Bay United. Năm 2012 Williams gia nhập USL Pro Charleston Battery theo dạng cho mượn. Williams gia nhập Montego Bay United cho mùa giải RSPL 2013-14.
Vào tháng 2 năm 2016, Williams gia nhập Indy Eleven theo dạng cho mượn cho mùa giải 2016. Williams dính chấn thương dài hạn khi tập luyện với Indy và anh trở lại Montego Bay United ngày 30 tháng 3 năm 2016.

### Sự nghiệp quốc tế
Anh ra mắt quốc tế cho Jamaica năm 2012.